# Agnara immsi
Agnara immsi là một loài chân đều trong họ Agnaridae. Loài này được Collinge miêu tả khoa học năm 1914.